# (2783) Chernyshevskij
(2783) Chernyshevskij (1974 RA2) – planetoida z grupy pasa głównego asteroid okrążająca Słońce w ciągu 4,1 lat w średniej odległości 2,56 j.a. Odkryta 14 września 1974 roku.